# Chaetexorista klapperichi
Chaetexorista klapperichi là một loài ruồi trong họ Tachinidae.